# Deux sans barreur masculin aux Jeux olympiques d'été de 2012
Navigation
Pékin 2008 Rio de Janeiro 2016
L'épreuve masculine du deux sans barreur des Jeux olympiques d'été 2012 de Londres se déroule sur le Dorney Lake du 28 juillet au 3 août 2012.

## Horaires
Les temps sont donnés en Western European Summer Time (UTC+1)
| Date                   | Temps   | Série          |
| ---------------------- | ------- | -------------- |
| Samedi 28 juillet 2012 | 12 h 00 | Qualifications |
| Lundi 30 juillet 2012  | 10 h 10 | Repêchages     |
| Mercredi 1er août 2012 | 11 h 00 | Demi-finale    |
| Vendredi 3 août 2012   | 10 h 20 | Finale B       |
| Vendredi 3 août 2012   | 11 h 50 | Finale A       |

## Médaillés
| Or                                       | Argent                                   | Bronze                                    |
| Nouvelle-Zélande Eric Murray Hamish Bond | France Germain Chardin Dorian Mortelette | Grande-Bretagne George Nash William Satch |

## Résultats

### Qualifications

#### Série 1
| Rang | Équipe                              | Temps              | Progression     |
| ---- | ----------------------------------- | ------------------ | --------------- |
| 1    | Eric Murray / Hamish Bond           | 6 min 08 s 50 (MM) | Demi-Finale A/B |
| 2    | Germain Chardin / Dorian Mortelette | 6 min 17 s 22      | Demi-Finale A/B |
| 3    | Wojciech Gutorski / Jaroslaw Godek  | 6 min 19 s 98      | Demi-Finale A/B |
| 4    | Nenad Bedik / Nikola Stojic         | 6 min 23 s 87      | Repêchage       |
| 5    | Domonkos Szell / Bela Simon         | 6 min 46 s 18      | Repêchage       |

#### Série 2
| Rang | Équipe                          | Temps         | Progression     |
| ---- | ------------------------------- | ------------- | --------------- |
| 1    | David Calder / Scott Frandsen   | 6 min 23 s 80 | Demi-Finale A/B |
| 2    | James Marburg / Brodie Buckland | 6 min 24 s 83 | Demi-Finale A/B |
| 3    | Nanna Sluis / Meindert Klem     | 6 min 25 s 90 | Demi-Finale A/B |
| 4    | Thomas Peszek / Silas Stafford  | 6 min 26 s 59 | Repêchage       |

#### Série 3
| Rang | Équipe                                       | Temps         | Progression     |
| ---- | -------------------------------------------- | ------------- | --------------- |
| 1    | George Nash / William Satch                  | 6 min 16 s 58 | Demi-Finale A/B |
| 2    | Niccolo' Mornati / Lorenzo Carboncini        | 6 min 18 s 33 | Demi-Finale A/B |
| 3    | Nikolaos Gkountoulas / Apostolos Gkountoulas | 6 min 21 s 46 | Demi-Finale A/B |
| 4    | Anton Braun / Felix Drahotta                 | 6 min 30 s 42 | Repêchage       |

### Repêchages
| Rang | Rameurs                      | Pays       | Temps         | Notes |
| ---- | ---------------------------- | ---------- | ------------- | ----- |
| 1    | Anton Braun Felix Drahotta   | Allemagne  | 6 min 22 s 76 | Q     |
| 2    | Nenad Beđik Nikola Stojić    | Serbie     | 6 min 26 s 61 | Q     |
| 3    | Thomas Peszek Silas Stafford | États-Unis | 6 min 27 s 41 | Q     |
| 4    | Domonkos Széll Béla Simon    | Hongrie    | 6 min 27 s 88 |       |

### Demi-finales

#### Demi-finales 1
| Rang | Équipe                                | Temps         | Progression |
| ---- | ------------------------------------- | ------------- | ----------- |
| 1    | Eric Murray / Hamish Bond             | 6 min 48 s 11 | Finale A    |
| 2    | Niccolo' Mornati / Lorenzo Carboncini | 6 min 55 s 82 | Finale A    |
| 3    | David Calder / Scott Frandsen         | 6 min 56 s 47 | Finale A    |
| 4    | Thomas Peszek / Silas Stafford        | 6 min 58 s 58 | Finale B    |
| 5    | Anton Braun / Felix Drahotta          | 7 min 02 s 02 | Finale B    |
| 6    | Nanna Sluis / Meindert Klem           | 7 min 13 s 73 | Finale B    |

#### Demi-finales 2
| Rang | Équipe                                       | Temps         | Progression |
| ---- | -------------------------------------------- | ------------- | ----------- |
| 1    | George Nash / William Satch                  | 6 min 56 s 46 | Finale A    |
| 2    | Germain Chardin / Dorian Mortelette          | 6 min 58 s 67 | Finale A    |
| 3    | James Marburg / Brodie Buckland              | 7 min 02 s 12 | Finale A    |
| 4    | Wojciech Gutorski / Jaroslaw Godek           | 7 min 04 s 58 | Finale B    |
| 5    | Nikolaos Gkountoulas / Apostolos Gkountoulas | 7 min 07 s 15 | Finale B    |
| 6    | Nenad Bedik / Nikola Stojic                  | 7 min 07 s 78 | Finale B    |

### Finales

#### Finale A
| Rang                                | Équipe                                | Temps         |
| ----------------------------------- | ------------------------------------- | ------------- |
| Médaille d'or, Jeux olympiques      | Eric Murray / Hamish Bond             | 6 min 16 s 65 |
| Médaille d'argent, Jeux olympiques  | Germain Chardin / Dorian Mortelette   | 6 min 21 s 11 |
| Médaille de bronze, Jeux olympiques | George Nash / William Satch           | 6 min 21 s 77 |
| 4                                   | Niccolo' Mortani / Lorenzo Carboncini | 6 min 26 s 17 |
| 5                                   | James Marburg / Brodie Buckland       | 6 min 29 s 28 |
| 6                                   | David Calder / Scott Frandsen         | 6 min 30 s 49 |

#### Finale B
| Rang | Équipe                                       | Temps         |
| ---- | -------------------------------------------- | ------------- |
| 1    | Anton Braun / Felix Drahotta                 | 6 min 49 s 93 |
| 2    | Thomas Peszek / Silas Stafford               | 6 min 53 s 30 |
| 3    | Nikolaos Gkountoulas / Apostolos Gkountoulas | 6 min 53 s 69 |
| 4    | Wojciech Gutorski / Jaroslaw Godek           | 6 min 56 s 00 |
| 5    | Nanna Sluis / Meindert Klem                  | 7 min 05 s 12 |
| 6    | Nenad Bedik / Nikola Stojic                  | Pas au départ |

## Sources
- Site officiel de Londres 2012
- (en) Site de la fédération internationale d'aviron
- (en) Programme des compétitions